# Amstel Gold Race 1984
De 19de editie van de Amstel Gold Race vond plaats op 21 april 1984. Het parcours, met start in Heerlen en finish in Meerssen, had een lengte van 247 kilometer. Aan de start stonden 144 renners, waarvan 55 de finish bereikten.

## Uitslag
| rang | renner            | land       | tijd       |
| ---- | ----------------- | ---------- | ---------- |
| 1    | Jacques Hanegraaf | Nederland  | 6u 05' 56" |
| 2    | Kim Andersen      | Denemarken | op 2' 04"  |
| 3    | Patrick Versluys  | België     | op 2' 08"  |
| 4    | Rudy Dhaenens     | België     | z.t.       |
| 5    | Ad Wijnands       | Nederland  | z.t.       |
| 6    | William Tackaert  | België     | z.t.       |
| 7    | Frédéric Vichot   | Frankrijk  | z.t.       |
| 8    | Jacques van Meer  | Nederland  | z.t.       |
| 9    | Theo de Rooij     | Nederland  | z.t.       |
| 10   | Peter Winnen      | Nederland  | z.t.       |

1966 · 1967 · 1968 · 1969 · 1970 · 1971 · 1972 · 1973 · 1974 · 1975 · 1976 · 1977 · 1978 · 1979 · 1980 · 1981 · 1982 · 1983 · 1984 · 1985 · 1986 · 1987 · 1988 · 1989 · 1990 · 1991 · 1992 · 1993 · 1994 · 1995 · 1996 · 1997 · 1998 · 1999 · 2000 · 2001 · 2002 · 2003 · 2004 · 2005 · 2006 · 2007 · 2008 · 2009 · 2010 · 2011 · 2012 · 2013 · 2014 · 2015 · 2016 · 2017 · 2018 · 2019 · 2020 · 2021 · 2022 · 2023 · 2024

Lijst van beklimmingen